# Hunteniederung
Hunteniederung este o arie protejată (arie de protecție specială avifaunistică — SPA) din Germania întinsă pe o suprafață de 1.080 ha, integral pe uscat.

## Localizare
Centrul sitului Hunteniederung este situat la coordonatele 53°09′59″N 8°19′57″E / 53.1664°N 8.3325°E.

## Înființare
Situl Hunteniederung a fost declarat arie de protecție specială avifaunistică în iunie 2001 pentru a proteja 39 de specii de animale.

## Biodiversitate
Situată în ecoregiunea atlantică, aria protejată nu include niciun habitat protejat.
La baza desemnării sitului se află mai multe specii protejate de  păsări (39): lăcar-de-rogoz (Acrocephalus schoenobaenus), rață sulițar (Anas acuta), rață lingurar (Anas clypeata), rață mică (Anas crecca crecca), rață fluierătoare (Anas penelope), Anas platyrhynchos platyrhynchos, rață cârâitoare (Anas querquedula), Anas strepera strepera, Anser albifrons albifrons, gâscă cenușie (Anser anser), gâscă de semănătură (Anser fabalis), rața moțată (Aythya fuligula), barză albă (Ciconia ciconia ciconia), erete de stuf (Circus aeruginosus), prepeliță (Coturnix coturnix), cristeiul de câmp (Crex crex), Cygnus columbianus bewickii, lebădă de iarnă (Cygnus cygnus), lebădă de vară (Cygnus olor), Falco peregrinus peregrinus, Fulica atra atra, becațină comună (Gallinago gallinago), Grus grus grus, scoicar (Haematopus ostralegus), Larus argentatus, pescăruș sur (Larus canus), Larus marinus, pescăruș râzător (Larus ridibundus), Limosa limosa limosa, codobatura galbenă (Motacilla flava), Numenius arquata arquata, bătăuș (Philomachus pugnax), ploier auriu (Pluvialis apricaria), cresteț pestriț (Porzana porzana), mărăcinar (Saxicola rubetra), fluierar de mlaștină (Tringa glareola), fluierar cu picioare verzi (Tringa nebularia), fluierarul cu picioare roșii (Tringa totanus), nagâț (Vanellus vanellus).